# 조용한 돈강
《조용한 돈강》(러시아어: Тихий Дон, 1928~40년)은 미하일 숄로호프의 장편소설이다. 혁명과 반혁명, 적군과 백군의 치열한 전쟁 속에서 혁명의 본질을 파악하지 못하고 자기의 살길을 찾지 못한 채 마침내 혁명과 인민의 길에서 벗어나 파멸해 가는 한 청년의 이야기를 그린 것이다. 건장한 육체와 성실하고 정열적 감정을 지닌 순수한 돈 카자흐인 주인공 그리고리 메레호프는 돈 지방을 무대로 해서 상쟁(相爭) 하는 적군과 백군 사이를 전전하나 항상 압박받는 민중편에 서서 성실한 정의감에서 행동했다. 그는 또한 유부녀 아크시냐의 한결 같은 사랑과 정숙한 아내 나스타샤의 사랑 사이를 방황한다.
평화로운 돈 지방의 지방색이 짙은 묘사로 시작되는 이 작품은 거기에 사는 돈 카자흐들의 풍습, 제정시대부터 차르의 비호 아래 러시아에서 독립하여 자치를 얻고 있던 카자흐들의 강한 독립심, 내전의 격전지가 되어 동족상쟁하는 비참한 지옥도(地獄圖), 그리고 이 속에서의 사람들의 심리적 동향을 커다란 구도 속에서 세밀하게 묘사하여 간다. 많은 평론가가 지적하듯이 여러 가지 점에서 톨스토이의 <전쟁과 평화>를 연상시키는데 연대기적 세밀함과 서사시적 웅대함을 심리적 리얼리즘의 탁월한 기법으로 집약시키고 있는 것은 틀임 없는 사실이다.
이 작품은 마찬가지로 내전에서 취재한 푸르마노프의 <차파예프>와 함께 사회주의 리얼리즘의 대표적 작품으로 꼽히고 있는데 19세기 리얼리즘의 전통에 충실한, 뛰어난 심리적 리얼리즘의 소설로서 소련 문단에서도 혁명에 반항하여 멸망해 가는 ‘부정적’인간을 주인공으로 한 이 작품이 왜 사회주의 리얼리즘의 모범이라 할 수 있느냐에 관해 논란이 거듭되었다. 제3권이 발표되기까지는 돈의 반혁명을 정당화시키는 것이라는 일부의 오해도 있었으나 현재는 소련문학에서 빼 놓을 수 없는 작품이 되고 있다.